# Crepidodera vaga
Crepidodera vaga es un coleóptero de la familia Chrysomelidae. Fue descrita científicamente en 1986 por Parry.